# Alan Hollinghurst
Alan Hollinghurst (26 de mayo de 1954, Stroud, Gloucestershire, Reino Unido) es un escritor y crítico literario británico. Estudió en Oxford y después fue profesor en el Magdalen College de dicha universidad. De 1982 a 1995 fue editor de The Times Literary Supplement.
Su primera novela, titulada La biblioteca de la piscina, narra la historia del joven aristócrata homosexual William Beckwith y se convirtió en un libro de culto entre la comunidad homosexual.
La totalidad de su obra narrativa ha sido publicada en castellano por la editorial Anagrama.

## Biografía
Nació el 26 de mayo de 1954 en Stroud, Gloucestershire. Fue el único hijo de James Kenneth Holinghurst (un director de banco) y su esposa Lilian. Estudió en la Canford School en Dorset.
Estudió literatura inglesa en Magdalen College en Oxford, graduándose en 1975, y posteriormente se doctoró en literatura (1979). Mientras estuvo en Oxford compartió casa con Andrew Motion y fue condecorado con el Newdigate Prize de poesía en 1974, un año antes que Motion.
A finales de los años 70 se hizo profesor en Magdalen, y después en Somerville College y Corpus Christi College, Oxford. En 1981 se trasladó a Londres y fue profesor en la University College London. En 1997 realizó un viaje a Singapur.
En 1981 se incorporó a The Times Literary Supplement, donde llegó a ser segundo editor desde 1982 a 1995.
Hollinghurst es abiertamente gay y actualmente vive en Londres.
Ganador del Man Booker Prize del año 2004 con su famosa novela La línea de la belleza.

## Obras

### Novelas
- La biblioteca de la piscina, 1988. (Traducción de Jordi Fibla.)
- La estrella de la guarda, 1994. (Traducción de Miguel Ripoll.)
- El hechizo, 1998. (Traducción de Javier Lacruz.)
- La línea de la belleza, 2004. (Traducción de Jaime Zulaika.)
- El hijo del desconocido, 2011. (Traducción de Francisco Pardo.)
- El caso Sparsholt, 2017. (Traducción de Gemma Rovira.)

### Traducciones
- Bayaceto, de Racine (1991)